# Maider Unda
Maider Unda (n. 2 iulie 1977, Vitoria, Comunitatea Autonomă a Țării Basce, Spania) este o luptătoare ce a reprezentat Spania, medaliată olimpică. A participat la 2 ediții ale Jocurilor Olimpice (2008, 2012) în care a câștigat o medalie de bronz.